# Algutsboda socken
Algutsboda socken i Småland ingick i Uppvidinge härad (delar före 1872 i Konga härad) i Värend och Kronobergs län, uppgick 1969 i Emmaboda köping i Kalmar län och området ingår sedan 1971 i Emmaboda kommun och motsvarar från 2016 Algutsboda distrikt.
Socknens areal är 320,6 kvadratkilometer, varav land 314,96. År 2000 fanns här 1 853 invånare.  Tätorterna Johansfors, Eriksmåla och småorten Boda glasbruk samt kyrkbyn Algutsboda med sockenkyrkan Algutsboda kyrka ligger i socknen. 

## Administrativ historik

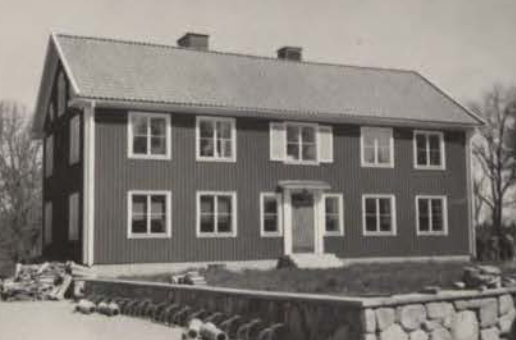
Sockenstugan.

Algutsboda socken har medeltida ursprung.
Före 1872 tillhörde Moshults fjärding Konga härad, bestående av hemmanen Skränbohult, Gåsamåla Askaremåla, Påvelsmåla, Moshultamåla och Moshult och hörde till Ljuders jordebokssocken. 1872 överfördes Skrämbohult och Gåsamåla till Ljuders socken och övriga till denna socken.
Vid kommunreformen 1862 övergick socknens ansvar för de kyrkliga frågorna till Algutsboda församling och för de borgerliga frågorna till Algutsboda landskommun.  Denna senare inkorporerades 1969 i Emmaboda köping, från 1971 Emmaboda kommun. Området överfördes 1969 från Kronobergs län till Kalmar län.
1937 överfördes Grimmansmåla 1:6 till Vissefjärda socken i Kalmar län, 1947 överfördes delar av Krysseboda och Rasslebygd samt 1954 delar av dessa jämte del av Grimmansmåla till Emmaboda köping i Kalmar län.
1 januari 2016 inrättades distriktet Algutsboda, med samma omfattning som församlingen hade 1999/2000.
Socknen tillhört samma fögderier och domsagor som Uppvidinge härad.

## Geografi
Algutsboda socken ligger väster om Nybro och genomflyts av Lyckebyån som här rinner upp. Området utgörs av skogsbygd med mossar och kärr. Riksväg 25 löper i ostvästlig riktning genom socknen.

## Fornminnen
Ett par rösen från bronsåldern och flera järnåldersgravfält är kända.

## Näringar
Algutsboda socken har sedan 1800-talet haft ett antal glasbruk, bland andra Modala där Vilhelm Moberg började arbeta vid elva års ålder. Än idag är flera i drift: Boda (endast glasutställning och försäljning), Johansfors och Åfors. Konstnärsparet Ulrica Hydman-Vallien och Bertil Vallien i Åfors liksom Kjell Engman (tidigare verksam i Boda) är kända namn inom glaskonsten.
Två sågverk i socknen är Jarl-Trä och Gransjösågen. 

## Namnet
Namnet (1283 Asgutzrumea), taget från kyrkbyn, består troligen av förledet mansnamnet Asgut (Algot) och efterledet rum, öppen plats.

## Vilhelm Moberg
Vilhelm Moberg föddes i byn Moshultamåla. Hans föräldrar är begravda på kyrkogården i Algutsboda. Varje sommar läses Moberg offentligt på någon plats i socknen som har anknytning till hans författarskap. I Duvemåla Hage brukar musik tona ut i sommarnatten. Musikalen "Kristina från Duvemåla" har grundlagt denna tradition.

### Fotnoter
1. 1 2 3  Svensk Uppslagsbok Algutsboda socken
2. 1 2  Harlén, Hans; Harlén Eivy (2003). Sverige från A till Ö: geografisk-historisk uppslagsbok. Stockholm: Kommentus. Libris 9337075. ISBN 91-7345-139-8
3. ↑   Kyrkoarkivet för  Algutsboda socken – Nationella arkivdatabasen, Riksarkivet
4. ↑  Administrativ historik för Algutsboda socken (Klicka på församlingsposten). Källa: Nationella arkivdatabasen, Riksarkivet.
5. 1 2 3  Nationalencyklopedin
6. ↑  Fornlämningar, Statens historiska museum: Algutsboda socken
7. ↑  Fornminnesregistret, Riksantikvarieämbetet: Algutsboda socken Fornminnen i socknen erhålls på kartan genom att skriva in sockennamn (utan "socken") i "Ange geografiskt område"